# 달고기
달고기는 달고기과에 속하며 학명은 Zeus faber이다. 몸길이는 50cm 정도이며 몸은 장타원형에 가까운 길이가 짧은 물고기이다. 몸빛은 회색으로 은색의 광택이 나며, 옆구리에는 큰 암갈색 무늬가 있고, 그 주위에는 흰색의 둥근 테가 둘려 있다. 눈은 비교적 위쪽에 붙어 있고, 입은 수직형으로 크다. 아래턱이 위턱보다 돌출되어 있고 몸 전체에 작은 둥근 비늘이 덮여 있다. 어린 물고기는 몸의 높이가 매우 높고, 옆구리 가운데의 무늬는 불분명하다. 머리 등쪽의 윤곽은 어린 물고기는 움푹 들어가나 성어가 되면 직선상이거나 돌출된다. 산란기는 4-6월경이고, 깊이 60-70m 정도의 펄이 많은 바닥 밑에 서식한다. 헤엄을 잘 치지 못해서 해류를 이용하여 이동하며, 맛이 좋아 여러 나라에서 잡는다.

## 참고 자료
- “Zeus faber”. 미국 통합 분류학 정보 시스템(Integrated Taxonomic Information System, ITIS). 1월 30일2006에 확인함.
- 이 문서에는 다음커뮤니케이션(현 카카오)에서 GFDL 또는 CC-SA 라이선스로 배포한 글로벌 세계대백과사전의 내용을 기초로 작성된 글이 포함되어 있습니다.